# U 195
U 195 war ein deutsches U-Boot vom Typ IX D1, das im Zweiten Weltkrieg von der deutschen Kriegsmarine eingesetzt wurde.

## Geschichte
Der Auftrag für das Boot wurde am 4. November 1940 an die zur Deschimag gehörende Werft AG Weser in Bremen vergeben. Die Kiellegung erfolgte am 15. Mai 1941, der Stapellauf am 8. April 1942. Die Indienststellung unter Kapitänleutnant Heinz Buchholz fand schließlich am 5. September 1942 statt.
Das Boot gehörte nach seiner Indienststellung am 5. September 1942 bis zum 31. März 1943 als Ausbildungsboot zur 4. U-Flottille in Stettin. Vom 1. April 1943 bis zum September 1943 war es Frontboot in der 12. U-Flottille in Bordeaux. von Oktober 1943 bis April 1944 wurde das Boot außer Dienst gestellt, da ein Umbau zum Transportboot erfolgte. Von Mai 1944 bis zum 30. September 1944 als Frontboot (Versorger) wieder bei der 12. U-Flottille in Bordeaux, kam es vom 1. Oktober 1944 bis zum 10. Mai 1945 als Frontboot (Versorger) zur 33. U-Flottille nach Flensburg (Ostasienboote).

## Einsätze
U 195 unternahm während seiner Dienstzeit drei Feindfahrten, auf denen es zwei Schiffe mit 14.375 BRT versenken und ein Schiff mit 6.797 BRT beschädigen  konnte.

### Erste Feindfahrt
Das Boot lief am 20. März 1943 um 8.00 Uhr von Kiel aus und lief am 22. März 1943 um 1.00 Uhr in Kristiansand ein und am selben Tag um 6.57 Uhr wieder aus. Es lief am 23. Juli 1943 in Bordeaux ein. Auf dieser 129 Tage dauernden und 18.498 sm über und 763 sm unter Wasser langen Unternehmung in den Nordatlantik, Südatlantik, der Insel St. Helena, vor Südwestafrika, Indischer Ozean, Madagaskar und St. Elisabeth, wurden zwei Schiffe mit 14.375 BRT versenkt und ein Schiff mit 6.797 BRT beschädigt.
- 11. April 1943: Versenkung des amerikanischen Dampfers James W. Denver (Lage) mit 7.199 BRT. Der Dampfer wurde durch fünf Torpedos versenkt (zwei Fehlschüsse). Er hatte 500 t Zucker, Flugzeuge, Bulldozer, Säure, Mehl und Fahrzeuge geladen und befand sich auf dem Weg von New York nach Casablanca. Das Schiff gehörte zum Geleitzug UGS.7. Es gab einen Toten und 68 Überlebende.

- 7. Mai 1943: Versenkung des amerikanischen Dampfers Samuel Jordan Kirkwood (Lage) mit 7.176 BRT. Der Dampfer wurde durch drei Torpedos versenkt (ein Fehlschuss). Er fuhr in Ballast und war auf dem Weg von Kapstadt nach Bahia. Es gab keine Verluste, 70 Überlebende.

- 12. Mai 1943: Beschädigung des amerikanischen Dampfers Cape Neddick mit 6.797 BRT. Der Dampfer wurde durch drei Torpedos beschädigt (zwei Fehlschüsse). Er hatte Kriegsgüter geladen. Verluste unbekannt.

### Zweite Feindfahrt
Das Boot lief am 20. August 1944 von Bordeaux aus und lief am 28. Dezember 1944 um 15.00 Uhr in Batavia ein. Auf dieser 130 Tage dauernden Unternehmung in den Mittel- und Südatlantik, Indischen Ozean, nach Südostasien und Java, wurden keine Schiffe versenkt oder beschädigt.

### Dritte Feindfahrt
Das Boot lief am 19. Januar 1945 von Batavia aus und lief am 4. März 1945 wieder dort ein. Auf dieser 45 Tage dauernden Unternehmung in den Indischen Ozean, vor Madagaskar, wurden keine Schiffe versenkt oder beschädigt.

### Verlegungsfahrt
Das Boot lief am 5. März 1945 von Batavia aus und lief am 7. März 1945 um 15.00 Uhr in Surabaja ein. Auf dieser Fahrt wurden keine Schiffe versenkt oder beschädigt.

## Verbleib
Das Boot wurde am 6. Mai 1945 in Surabaya auf Java von Japan übernommen und am 15. Juli 1945 als japanisches I-506 in Dienst gestellt. Die deutsche Besatzung wurde interniert. Nach der Kapitulation Japans wurde das Boot am 15. Februar 1946 bei der Operation Scuppered, der Versenkung der ehemals deutschen U-Boote in Asien, an der Südostküste der Insel Mandura auf der Position 6° 50′ S, 114° 42′ O, im Marineplanquadrat KC 2236 versenkt.